# 牝牛と兵隊
『牝牛と兵隊』（めうしとへいたい、フランス語: La Vache et le Prisonnier、英語: The Cow and I）は1959年のフランスの映画。

## 概要
第二次世界大戦中、ドイツの農場で働くことを余儀なくされたフランス人捕虜が牛を連れて脱出を図るという、ジャック・アントワーヌにより発表された実話を基に、アンリ・ヴェルヌイユ監督で映画化した作品。
フランスでは1959年の公開時に800万席以上が販売、同年に一番ヒットした映画となり、主演のフェルナンデルのキャリアの中でも最も成功した映画となった。また、フランスのテレビでは頻繁に放送が行われており、2017年に「フェルナンデルによって作られたキャラクターが、頑固さ、機知に富み、人間性のある典型的なフランス人を体現しているからではないか」と、その永続的な人気が分析、評価されている。
モノクロ作品である本作は、1990年にフランス長編映画で初めてカラー化されテレビ放送が行われた。
撮影後の牛は食肉処理場に送られる予定だったが、アンリ・ヴェルヌイユの激しい反対からノルマンディーの牧草地に送られ、静かに人生を終えることができたという。

## キャスト
| 役名               | 俳優                     | 日本語吹替 | 日本語吹替 |
| 役名               | 俳優                     | NHK版      | 東京12ch版 |
| ------------------ | ------------------------ | ---------- | ---------- |
| シャルル           | フェルナンデル           | 小松方正   | 熊倉一雄   |
| ヘルガ             | インゲボルグ・シェーナー | 松尾佳子   | 牧野和子   |
| ベルトー           | モーリス・ナジル         | 富田浩太郎 |            |
| ボミエ             | ベルナール・ミュッソン   | 日恵野晃   | 和田文夫   |
| コリネ             | アルベール・レミー       | 江幡高志   | 納谷悟朗   |
| ビュシエール       | ルネ・ハヴァール         |            | 市川治     |
| 牛（マルグリット） | 牛（マルグリット）       | 台詞なし   | 台詞なし   |

- NHK版：初回放送1966年10月2日『劇映画』[7]
- 東京12ch版：初回放送1967年4月13日

## スタッフ
- 監督：アンリ・ヴェルヌイユ
- 脚本：アンリ・ヴェルヌイユ、アンリ・ジャンソン
- 撮影：ロジェ・ユベール
- 音楽：ポール・デュラン